# Metopoceras mira
Metopoceras mira là một loài bướm đêm trong họ Noctuidae.